# San Bartolomé Cuahuixmatlac
San Bartolomé Cuahuixmatlac är en ort i Mexiko.   Den ligger i kommunen Chiautempan och delstaten Tlaxcala, i den sydöstra delen av landet, 100 km öster om huvudstaden Mexico City. San Bartolomé Cuahuixmatlac ligger 2 440 meter över havet och antalet invånare är 3 774.
Terrängen runt San Bartolomé Cuahuixmatlac är platt åt nordväst, men åt sydost är den kuperad. Runt San Bartolomé Cuahuixmatlac är det ganska tätbefolkat, med 230 invånare per kvadratkilometer. Närmaste större samhälle är Tlaxcala de Xicohtencatl, 6,1 km nordväst om San Bartolomé Cuahuixmatlac. I omgivningarna runt San Bartolomé Cuahuixmatlac växer i huvudsak blandskog.